# Muslimské dobytí indického subkontinentu
Muslimské dobytí indického subkontinentu se odehrávalo mezi 12. a 16. stoletím, ačkoli již dříve se uskutečnila muslimská invaze na území dnešního Pákistánu a proběhly útoky Umajjovců na Indii, v době rádžputských království v 8. století.

## Průběh expanze

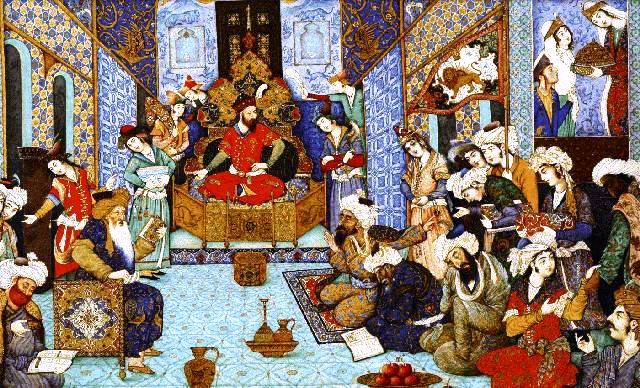
Mahmúd z Ghazny

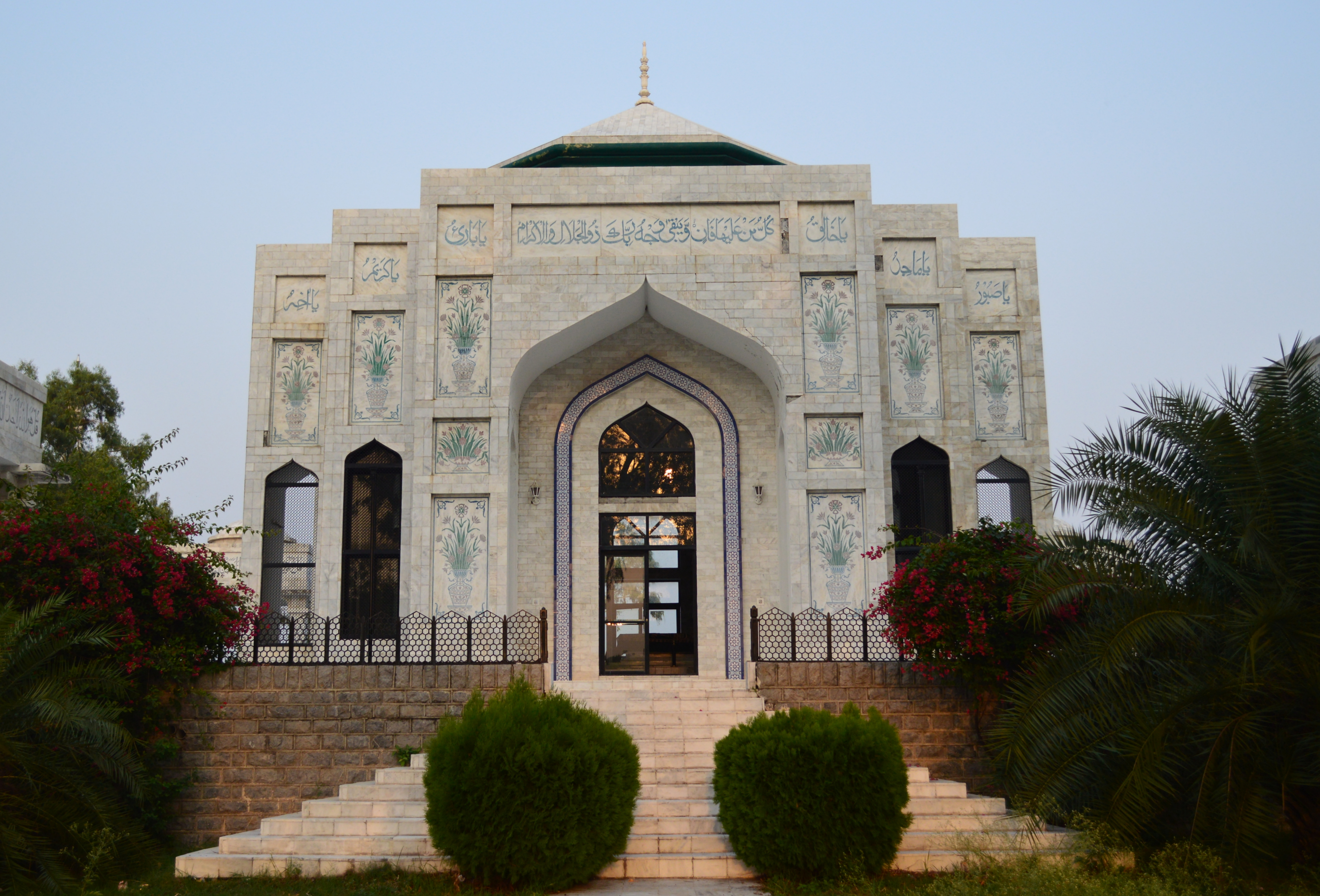
Hrobka Muhammada z Ghóru na území dnešního Pákistánu

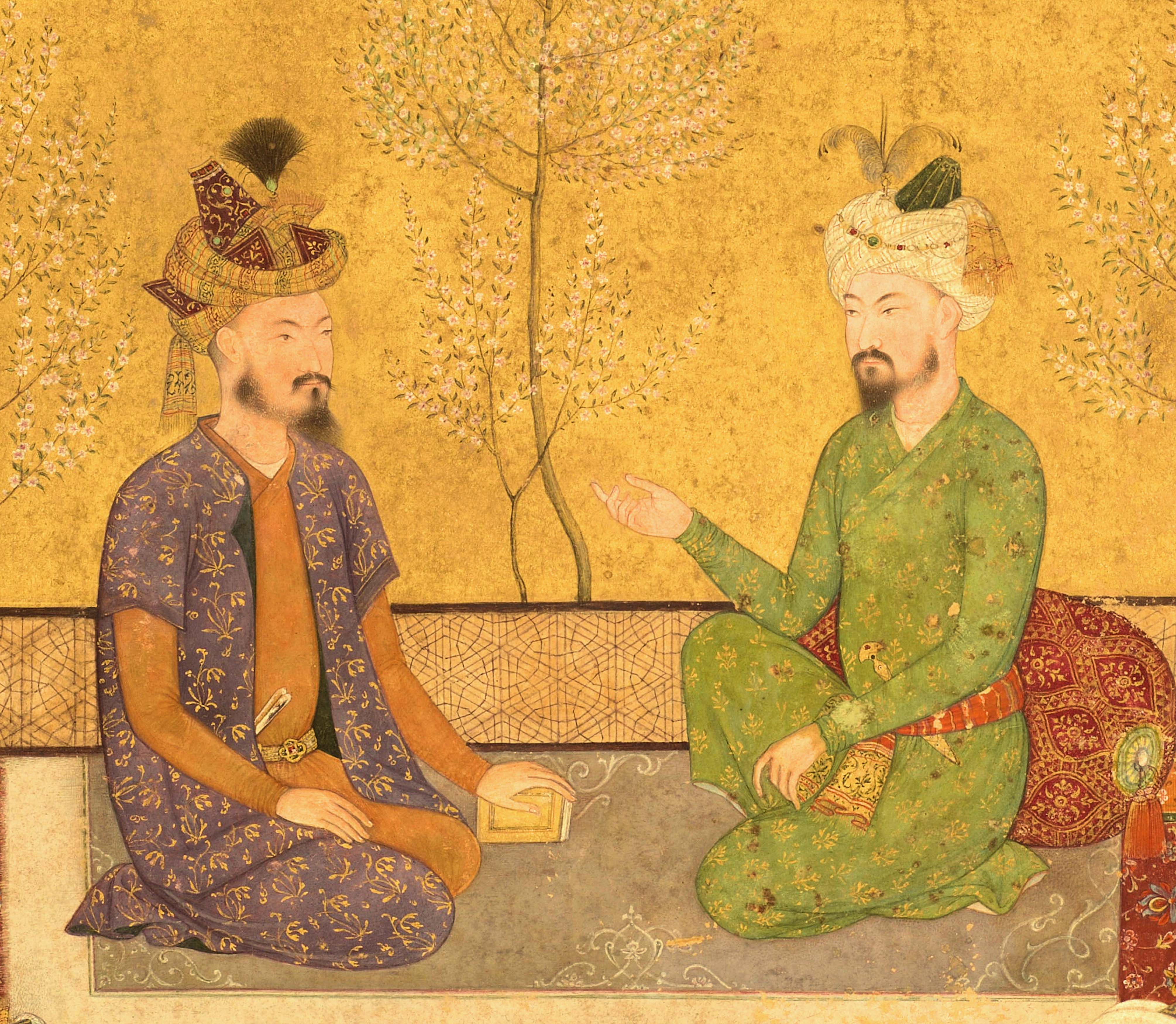
Bábur a jeho syn Humájún

Prvním muslimem, kdo ustavil na území Indie državu, byl Mahmúd z Ghazny, který v 10. století napadl a vyplenil obrovské části Paňdžábu a Gudžarátu. Podařilo se mu podrobit si Ghaznu, Multán, Láhaur, Sind i Dillí. Do Paňdžábu pak přemístil sídlo své Ghaznovská říše. Sám sebe nazval sultánem a označoval se za poddaného abbásovského chalífátu.
Severní oblasti Indie pak převzal Muhammad z Ghóru a připojil ji ke své Ghórské říši, která se nejprve oddělila od říše Ghaznovské, a posléze ji ovládla. Ghórská říše se vyvinula v Dillíský sultanát, když se jeden z Mahmúdových generálů, Kutbuddín Ajbak, prohlásil dillíským sultánem a položil tak základ tzv. mamlúcké dynastii, která je někdy zvaná „otrocká“. Již počátkem 13. století se Dillískému sultanátu podařilo získat kontrolu nad územím od Chajbarského průsmyku po Bengálsko. Islám se tak rozšířil do většiny indického subkontinentu.
Islám se šířil na poloostrov ještě z jednoho směru, z východu. V roce 1206 zahájil Muhammad bin Bachtijar Chaldží muslimský útok na Bengálsko, čímž vytvořil nejvýchodnější výspu expanze islámu. Chaldžíovci nakonec ovládli i Dillíský sultanát, když iniciovali státní převrat a eliminovali všechny mamlúky. Chaldžíovci dobyli Gudžarát i Málvu a snažili se rozšířit sultanát i na jih Indického subkontinentu. Jejich výboje na nějaký čas zastavila Vidžajanagarská říše. V době svého největšího rozmachu však sultanát zabírala takřka celý Indický subkontinent.
V roce 1320 sultanát ovládla nová dynastie Tughlakovců, když se vzmohl jeden z chaldžíovských důstojníků Ghází Malik. Jeho synovi, Muhammadovi bin Tughlakovi se podařilo vytvořit ohromnou říši, k níž patřil skoro celý indický subkontinent, kromě nejzazšího jihu a hornatých oblastí na východě (dnešní Urísa a Čhattísgarh). Muslimský indický stát měl rozlohu okolo 3 200 000 km². Zároveň se Muhammadova vláda vyznačovala mimořádnou brutalitou: udržet nadvládu úzké muslimské elity nad hinduistickou většinou bylo možné jen krutostí a zastrašováním.
V roce 1398 napadl Indii Timúr Leng, který dobyl a vyplenil Dillí (viz bitva o Dillí). I když město zase opustil, tughlakovský stát se už z této katastrofy nevzpamatoval. Na troskách Dillíského sultanátu vyrostlo několik menších muslimských sultanátů jako Gudžarátský sultanát, Malwský sultanát, Bahmanský sultanát či bohatý Bengálský sultanát, jedna z hlavních obchodních mocností světa. Řada z nich ale podlehla hinduistické „reconquistě“, díky novým státům v oblasti, jako byla Vidžajanagarská říše.
Ovšem muslimové přešli do protiútoku. Na krátkou chvíli znovudobyla skoro celý subkontinent Surská říše, založená afghánskou muslimskou dynastií. Existovala v letech 1540–1556. Mnohem trvalejší se ukázala být Mughalská říše. Její základy položil Bábur, vládce Kábulu. V bitvě u Pánípatu v roce 1526 porazil posledního dillíského sultána Ibráhima Lódího, čímž se mu otevřela cesta do Dillí a Ágry, budoucích center mughalského impéria. Báburův syn Humájún nadále pacifikoval sever Indie, rozsáhlá teritoriální expanze pak nastala za třetího mughalského císaře Akbara (vládl 1556–1605), který rozšířil říši od Gudžarátu po Bengálsko a Dakšin. S nástupem Aurangzéba na císařský trůn začal proces postupné ztráty stability a decentralizace říše. Souviselo to mj. s Aurangzébovou násilnou islamizací země, která kontrastovala s dosavadní náboženskou tolerancí Mughalů vůči neislámským tradicím. Uvnitř říše se začala formulovat lidová hnutí se silně protimughalskými postoji. Významnými odpůrci Mughalů byli zejména Džátové, Maráthové a sikhové. Jeden ze smrtících úderů Mughalské říši ovšem, paradoxně, zasadili muslimové, a to ti útočící na počátku 18. století z Persie pod velením Nádir Šáha. Poté již Mughalská říše uvolňovala území různým hinduistickým státním útvarům, jako bylo Maisúrské království (jen nakrátko muslimy ovládnuté), Maráthská říše nebo Sikhská říše.  
S příchodem 19. století se Mughalská říše stala loutkovým státem Britského impéria. Posledním mughalským císařem byl Bahádur Šáh II., jehož čistě formální postavení bylo ukončeno v roce 1858 potlačením velkého indického povstání. V té době již Britové ovládali i zbytek Indie a po potlačení povstání založili nový stát zvaný Britská Indie.
Muslimové však z Indie nezmizeli, etablovali se jako náboženská skupina zejména na západě země, a když Britové Indii opouštěli, nechali ji ještě předtím rozdělit na muslimskou (Pákistán) a hinduistickou část (Indie). Rozdělení Indie vedlo k obrovským přesunům obyvatelstva. 10–15 milionů lidí muselo opustit své domovy, buď dobrovolně, aby nebyli menšinou v cizím státě, anebo byli vyhnáni. Řada násilných střetů byla nepřehledná a dodnes historici tento jev s obtížemi mapují. Někde bylo násilí organizováno a mělo povahu etnických čistek. Počet obětí násilností je nejasný, odhady se pohybují mezi několika stovkami tisíc až dvěma miliony.
Od Pákistánu se později oddělil Bangladéš.